# Selago beaniana
Selago beaniana är en flenörtsväxtart som beskrevs av O.M. Hilliard. Selago beaniana ingår i släktet Selago och familjen flenörtsväxter. Inga underarter finns listade i Catalogue of Life.